# 山本慎吾
山本 慎吾（やまもと しんご、1985年12月28日 - ）は、大阪府三島郡島本町出身の日本の陸上競技選手、陸上競技コーチ。専門は短距離走。NOBY T&F CLUB所属、マネジメントは吉本興業。

## 経歴

### 小中高校時代
島本町立第四小学校に入学した小学1年生から陸上をはじめ、1997年に100mで11秒73と
当時の日本小学生新記録をマーク。
中学校は島本町立第一中学校へ入学し、1年生の時に11秒16の中1歴代最高記録をマークし、2年生の時には10秒95（中2歴代8位）を記録、全日本中学校陸上競技選手権大会（以下「全中」）200mでは2位に輝く。3年生の時には10秒77（中学歴代10位）をマークした。当時の山本は、初動負荷理論に基づいたトレーニングを中学生ながら早くに取り入れていた。
高校は太成学院大学高等学校へと進学。高1のときは100m10秒55、200mでは当時の高1歴代最高記録である21秒10（2023年現在に至るまで山本の自己ベストである）をマークと好調で、宮城国体でも少年B100mで10秒59をマークし優勝。成年少年共通4×100mリレーでも大阪チームの2位に貢献した。しかし、高2の時に出場した高知国体100m決勝の競技中、ハムストリングが肉離れを起こした際に陸上に対する気持ちが冷め、幼い頃から前線で戦い続けてきたことに疲れてしまい燃え尽き症候群になってしまう。

### 引退から現役復帰、現在まで
大学は同志社大学へ進学し陸上競技部に在籍するも、目立った成績を収めることなく大学を卒業し、陸上競技を一度引退。いろは出版に就職し会社員として働き始めたが、2008年に行われた北京オリンピックで大学の同級生だったフェンシング選手の太田雄貴の活躍を目にし、陸上選手としての現役復帰を決意。会社を退職し、WIND UPの赤堀弘晃の指導を受け練習を重ねた。
2012年に出場した奈良県選手権で、高2の時に記録した100mの自己ベストを9年ぶりに更新（10秒50）、初めて日本選手権にも出場した。翌2013年には全日本実業団100mで7位入賞を果たした。
2011年から朝原宣治が主宰するNOBY T&F CLUBで陸上競技の指導を行いながら、選手としての活動も継続している。
また、2022年にGnarly Waves合同会社を立ち上げ、「走る」ことをテーマに陸上競技に関する活動を行っている。
2023年4月、大阪府高槻市・吹田市を拠点に、短距離走に特化した陸上クラブのYUKI SPRINT CLUBを立ち上げた。

## その他
- 中3の時の全中100m決勝では、スタートから3歩目で脚の付け根を剥離骨折したものの走り切り、10秒93で3位となった[5]。
- 2007年、NHKの番組「一期一会」に出演[6]。
- 陸上への熱意が冷め結果を残していなかった大学時代には、インターネット上に「山本慎吾は死んだ」「あいつ遅いよな」といった書き込みが並んでおり、悔しく惨めに感じたという[6]。